# Balthazar Frederik Mühlenfels
Balthazar Frederik von Mühlenfels (geboren in Stettin; gestorben 5. September 1807 in Heiligenhafen) war Generalgouverneur von Dänisch-Westindien.

## Leben
Er war der Sohn eines entlassenen Leutnants in der Infanterie, wurde 1766 zum Kadett und 1772 zum Leutnant ernannt. Ab 1780 war er als Oberleutnant im Regiment zu Fuss in Falster. 1785 wurde er auf eigenen Antrag hin wegen einer schwachen Lunge im Rang eines Hauptmanns entlassen.
Anschließend ging er nach Westindien und wurde hier 1786 konstituiert. Auf Dänisch-Westindien wurde er 1791 zum Landvermesser und Oberbauinspektor ernannt. 1795 wurde er Oberstleutnant und stellvertretender Kommandant von St. Thomas. Im darauffolgenden Jahr wurde er Kommandant. 1799 rückte er zum stellvertretenden Gouverneur und Oberst auf. Die dänische Regierungskommission, die 1801 anlässlich ihrer Übergabe an die Engländer nach Westindien entsandt worden war, stellte fest, dass er unter den schwierigen Bedingungen seine Pflicht vollständig erfüllt und gleichzeitig die Kommission am 27. Oktober 1802 aufgelöst hatte. Anschließend war er im Rang eines Generalmajors Generalgouverneur.
Nach dem Brand vom 22. November 1804 war er beim Wiederaufbau der Hauptstadt von Saint Thomas, Charlotte Amalie, engagiert. Hier lag auch die Batterie Mühlenfels (Muhlenfels Battery).
Im Mai 1807 reiste er nach Europa, um sich in einem kälteren Klima zu erholen, doch bereits am 5. September starb er in Heiligenhafen.
1775 war er als Däne eingebürgert worden, aber seinen ausländischen, wahrscheinlich adeligen Charakter konnte er nicht beweisen.

## Quelle
G. L. Grove: "v. Mühlenfels, Balthazar Frederik" (i: Dansk biografisk Lexikon, 1. udgave, bind XI, s. 561–562)
| Personendaten    | Personendaten                            |
| ---------------- | ---------------------------------------- |
| NAME             | Mühlenfels, Balthazar Frederik           |
| ALTERNATIVNAMEN  | Mühlenfels, Balthazar Frederik von       |
| KURZBESCHREIBUNG | Generalgouverneur von Dänisch-Westindien |
| GEBURTSDATUM     | 18. Jahrhundert                          |
| STERBEDATUM      | 5. September 1807                        |
| STERBEORT        | Heiligenhafen                            |